# إيليا نيشولر
إيليا فيكتوروفيتش نيشولر (بالروسية: Илья Викторович Найшуллер) هو موسيقي ومخرج روسي يحمل جنسية الإتحاد السوفيتي سابقا (ولد بتاريخ 19 نوفمبر 1983 في موسكو).

## أعماله
أخرج عدة أفلام منها هاردكور هنري.

## وصلات خارجية
- إيليا نيشولر على موقع IMDb (الإنجليزية)
- إيليا نيشولر على موقع ألو سيني (الفرنسية)
- إيليا نيشولر على موقع أول موفي (الإنجليزية)
- إيليا نيشولر على موقع أول ميوزيك (الإنجليزية)
- إيليا نيشولر على موقع ديسكوغز (الإنجليزية)
- إيليا نيشولر على موقع قاعدة بيانات الفيلم (الإنجليزية)
- إيليا نيشولر على موقع كينوبويسك (الروسية)

صفحته على IMDb